# 大沃尔塔
大沃尔塔是巴西米纳斯吉拉斯州的一个市镇。总面积208.874平方公里，总人口5166人，人口密度24.7人/平方公里。